# La noche de 12 años
La noche de 12 años is een Uruguayaanse film uit 2018, geregisseerd door Álvaro Brechner.

## Verhaal
De film gaat over de 12 jaar durende gevangenschap van de leden van de Tupamaros, een guerrillabeweging die actief was in de jaren 1960 en 1970. Negen van hen werden tussen 1972 en 1985 gevangengezet als gijzelaars van het militaire regime. Het verhaal volgt de onmenselijke opsluiting van drie van hen. Onder hen is ook José Mujica, die later president van Uruguay werd.

## Rolverdeling
| Acteur              | Personage                    |
| ------------------- | ---------------------------- |
| Antonio de la Torre | José Mujica                  |
| Chino Darín         | Mauricio Rosencof            |
| Alfonso Tort        | Eleuterio Fernández Huidobro |
| César Troncoso      | El sargento                  |
| César Bordón        | El sargento Alzamora         |
| Mirella Pascual     | Lucy Cordano                 |
| Nidia Telles        | Rosa                         |
| Silvia Pérez Cruz   | Graciela Jorge               |

## Ontvangst

### Recensies
Op Rotten Tomatoes geeft 82% van de 13 recensenten de film een positieve recensie, met een gemiddelde score van 7,83/10.

### Prijzen en nominaties
De film werd genomineerd voor drie Premios Goya, waarvan de film er één won.
| Jaar | Prijs                       | Categorie                       | Genomineerde        | Resultaat   |
| ---- | --------------------------- | ------------------------------- | ------------------- | ----------- |
| 2018 | Caïro (40ste editie)        | Gouden Piramide voor beste film | La noche de 12 años | Gewonnen    |
| 2019 | Premios Goya (33ste editie) | Beste mannelijke bijrol         | Antonio de la Torre | Genomineerd |
| 2019 | Premios Goya (33ste editie) | Beste bewerkt scenario          | Álvaro Brechner     | Gewonnen    |
| 2019 | Premios Goya (33ste editie) | Beste Ibero-Amerikaanse film    | La noche de 12 años | Genomineerd |